# Vernoux
Vernoux ist eine französische Gemeinde im Département Ain in der Region Auvergne-Rhône-Alpes. Sie gehört zum Kanton Replonges im Arrondissement Bourg-en-Bresse.

## Lage
Die Gemeinde Vernoux liegt in der Bresse an der Grenze zum Département Saône-et-Loire, 20 Kilometer südwestlich von Louhans. Sie grenzt im Norden an Romenay, im Osten an Curciat-Dongalon, im Süden an Courtes und im Südwesten und im Westen an Saint-Trivier-de-Courtes. Das Gemeindegebiet wird im Westen vom Flüsschen Voye durchquert.

## Bevölkerungsentwicklung
| Jahr                       | 1962 | 1968 | 1975 | 1982 | 1990 | 1999 | 2010 | 2021 |
| -------------------------- | ---- | ---- | ---- | ---- | ---- | ---- | ---- | ---- |
| Einwohner                  | 273  | 208  | 190  | 151  | 148  | 127  | 285  | 301  |
| Quellen: Cassini und INSEE |      |      |      |      |      |      |      |      |

## Sehenswürdigkeiten
- Bauernhof Ferme Ferrand, Monument historique
- Bauernhof Ferme Tricot, Monument historique

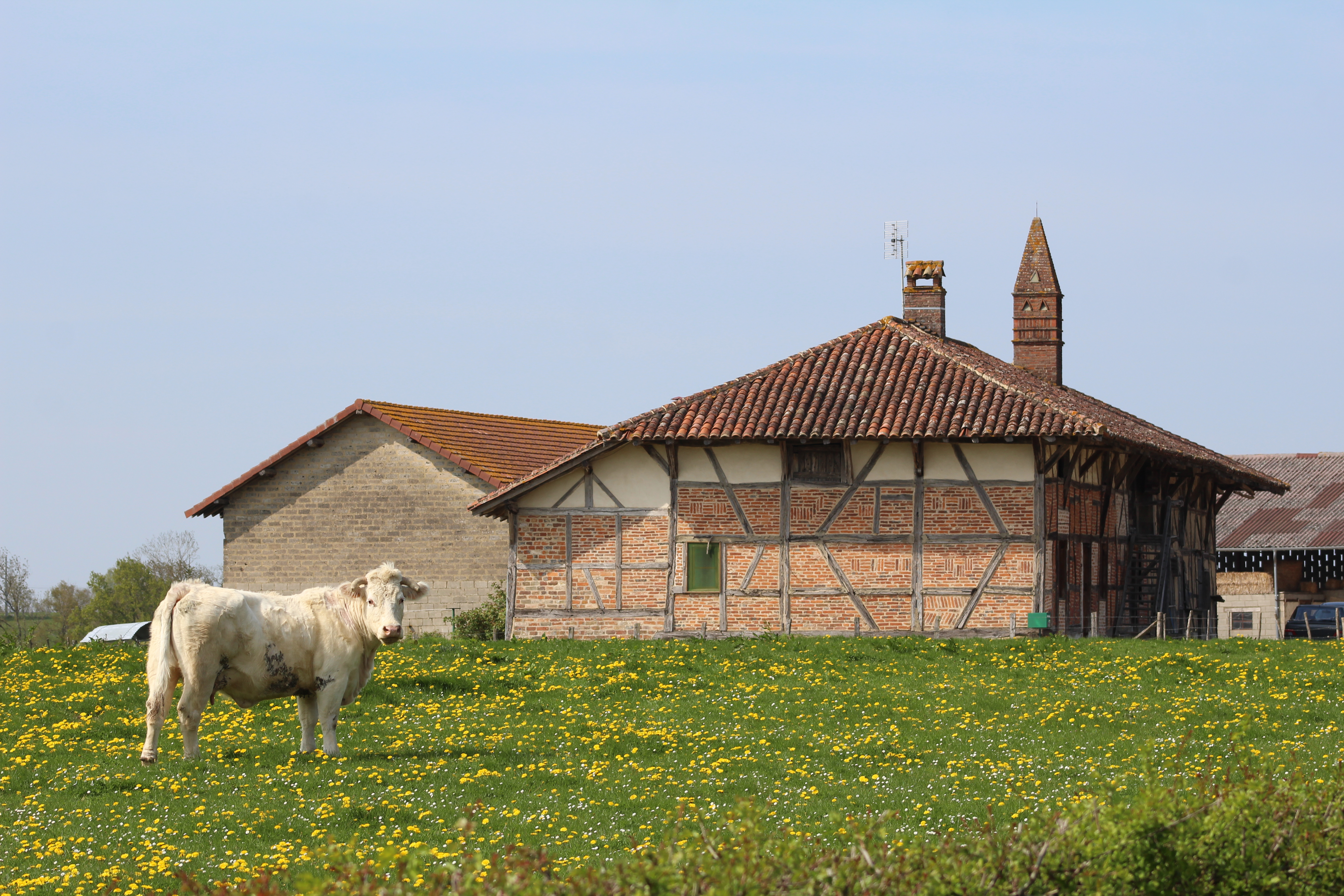
Ferme Ferrand
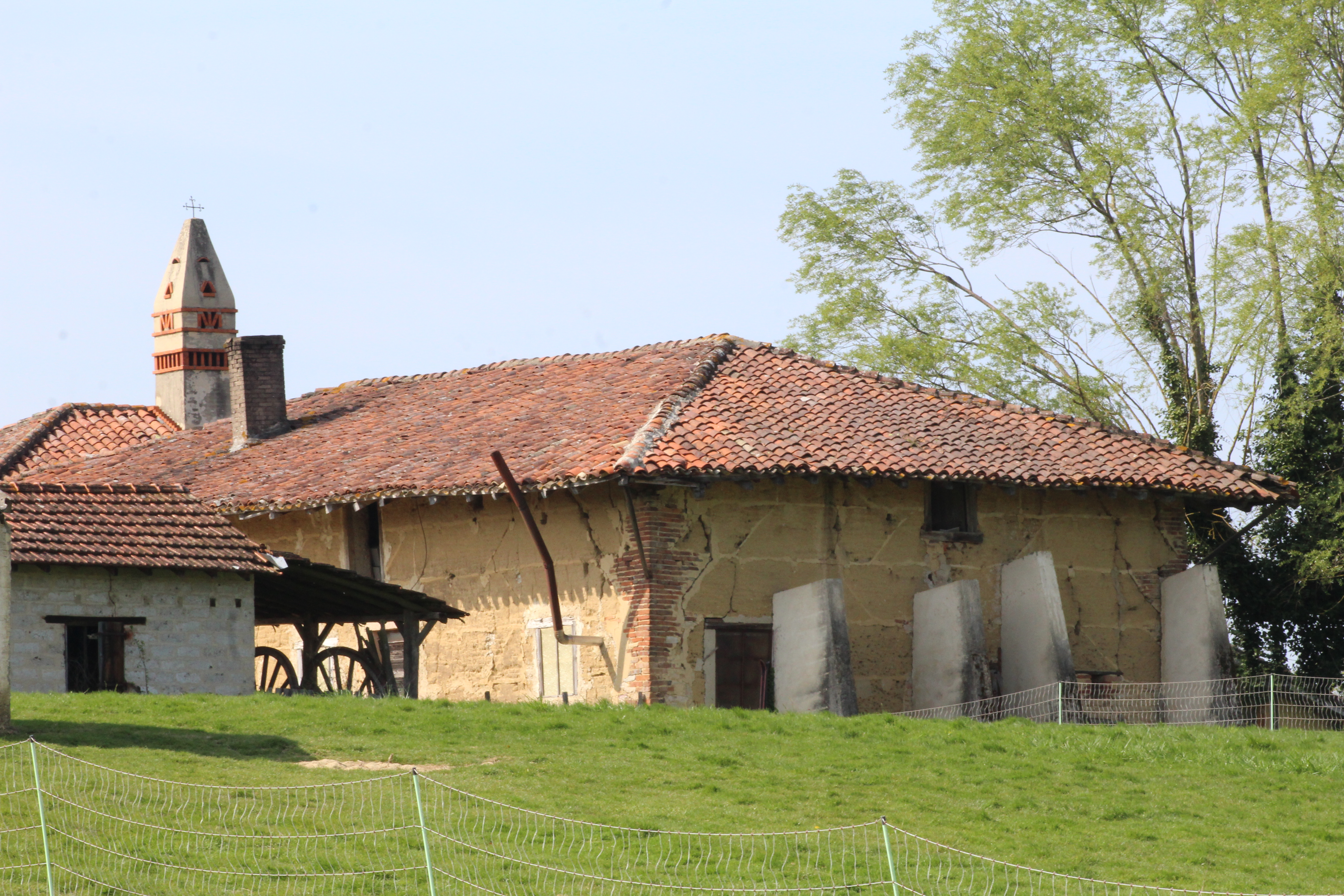
Ferme Tricot
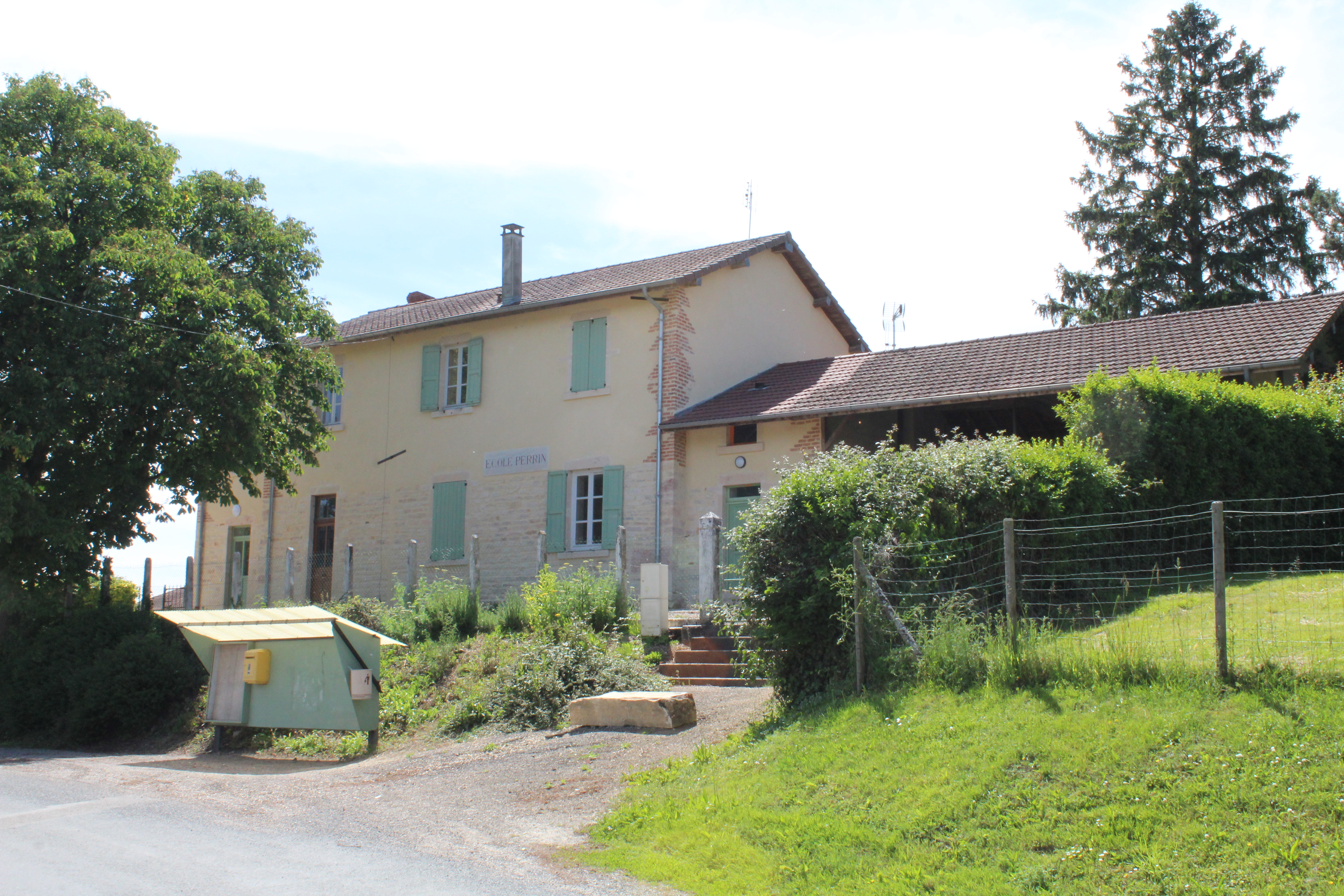
Ehemalige Mairie
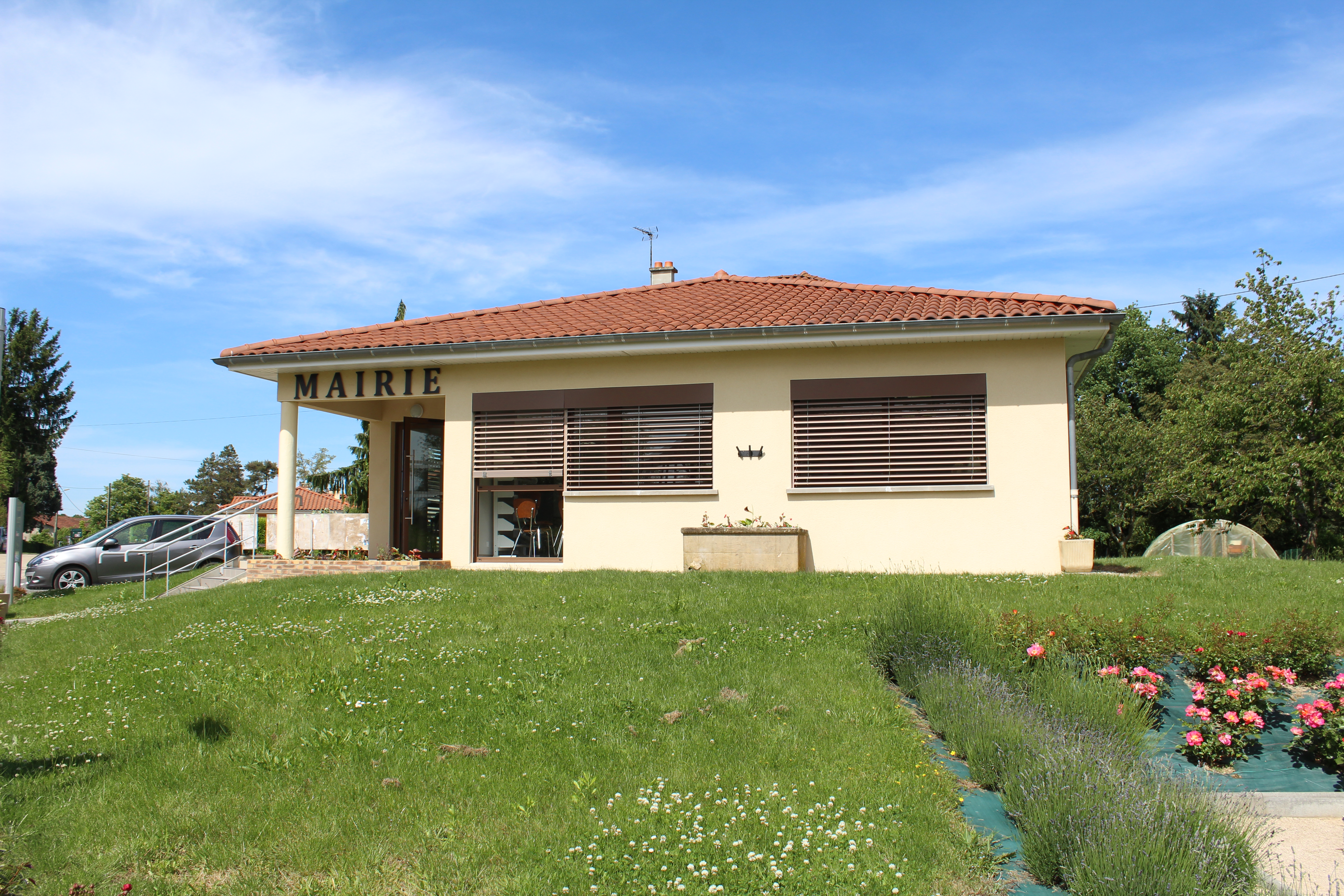
Heutige Mairie
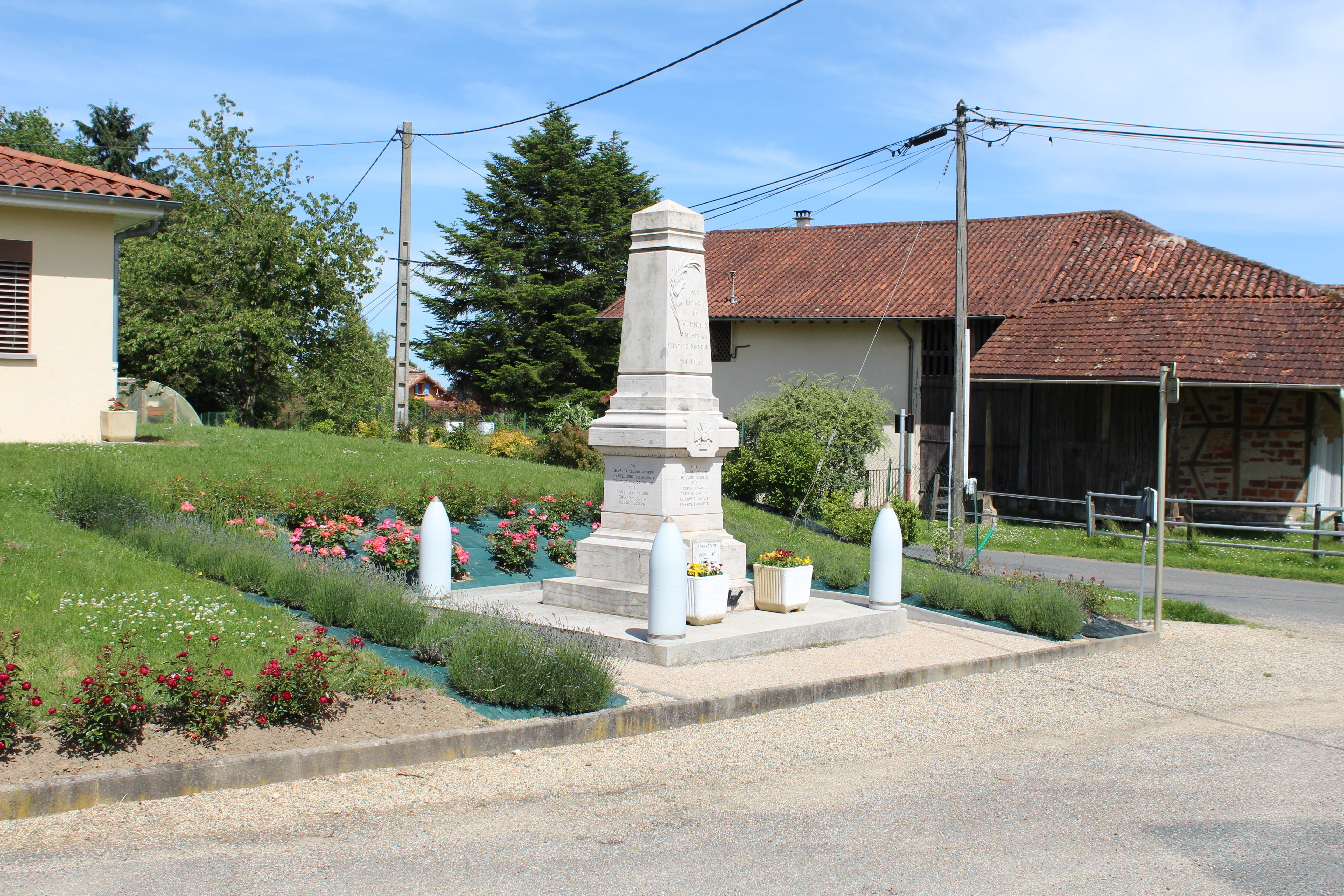
Gefallenendenkmal